# Liste d'élections en 1994
Chronologie des élections
- 1990
- 1991
- 1992
- 1993
- 1994
- 1995
- 1996
- 1997
- 1998

Cette liste recense les élections organisées durant l'année 1994. Elle inclut les élections législatives et présidentielles nationales dans les États souverains, ainsi que les référendums.

## Commentaires généraux
L'Afrique poursuit son processus de démocratisation. En Afrique du Sud, se tiennent en avril des élections parmi les plus célébrées du XXe siècle. Premières élections démocratiques de l'histoire du pays, elles sont remportées par le parti Congrès national africain de Nelson Mandela, opposant historique au régime de l'apartheid. Ailleurs, l'Éthiopie, la Guinée-Bissau, le Malawi, le Mozambique et le Togo organisent leurs premières élections multipartites, enterrant l'ère des régimes à parti unique. Le dictateur malawite Hastings Banda, ancien héros de l'indépendance dans les années 1960, admet sa défaite par les urnes (mai), et se retire du pouvoir.
Peu de pays organisent des élections à parti unique en 1994. C'est néanmoins le cas du Turkménistan en décembre, où l'élection est une pure façade. Les élections en Tunisie (mars) et en Syrie (août) demeurent aussi de facto à parti unique, malgré un semblant de pluralisme.
En Europe de l'Est, les anciens partis communistes, devenus socialistes ou socio-démocrates, reviennent au pouvoir par le biais d'élections libres en Hongrie (mai) et en Bulgarie (décembre). Le Parti communiste obtient par ailleurs une majorité relative des sièges au parlement ukrainien (avril).
Enfin, à la suite de sa création par le traité de Maastricht en 1992, l'Union européenne s'élargit : les Autrichiens, les Finlandais et les Suédois votent par référendum pour la rejoindre. Les Norvégiens, à l'inverse, rejettent par référendum cette proposition.

## Par mois

### Janvier
| Date       | Pays         | Élections      | Contexte | Résultats |
| ---------- | ------------ | -------------- | --- | --- |
| 15 janvier | Turkménistan | Référendum     | Le président de la République, Saparmyrat Nyýazow, demande par plébiscite à demeurer chef de l'État jusqu'en 2002 sans élection intermédiaire. Le Turkménistan à cette date est un État à parti unique. | La proposition est officiellement approuvée par 99,9 % des citoyens, n'étant rejetée que par 212 votants sur près de deux millions. Les autorités déclarent un taux de participation de 100 %. |
| 16 janvier | Finlande     | Présidentielle | 1er tour. | |

### Février
| Date             | Pays                            | Élections                      | Contexte | Résultats |
| ---------------- | ------------------------------- | ------------------------------ | --- | --- |
| 6 février        | Costa Rica                      | Législatives et présidentielle | | Alternance. Parlement sans majorité. Le Parti de la libération nationale (centre-gauche) obtient une majorité relative des sièges, et manque de peu la majorité absolue. Son candidat José María Figueres est élu président de la République avec 49,6 % des voix, devant notamment Miguel Ángel Rodríguez (Parti unité sociale-chrétienne, néo-libéral). |
| 6 février        | Finlande                        | Présidentielle                 | 2d tour. | Martti Ahtisaari (Parti social-démocrate) est élu avec 53,9 % des voix, face à Elisabeth Rehn (Parti populaire suédois de Finlande). Il succède à Mauno Koivisto (social-démocrate). |
| 6 février        | Togo                            | Législatives                   | Premières élections multipartites depuis avant l'indépendance du pays en 1960. | Alternance. L'alliance du Comité d'action pour le renouveau et de l'Union togolaise pour la démocratie obtient une majorité absolue des sièges, devant le Rassemblement du peuple togolais (nationaliste, ancien parti unique). Le président de la République, Gnassingbé Eyadéma (RPT), nomme Edem Kodjo (UTP) au poste de premier ministre. Le CAR refuse de participer à un gouvernement qui ne serait pas sous sa propre direction ; les partis UTP et RPT forment alors une majorité gouvernementale alternative. |
| 21 février       | Saint-Vincent-et-les-Grenadines | Législatives                   | | Le Nouveau Parti démocratique (conservateur) conserve une large majorité des sièges. James Fitz-Allen Mitchell demeure premier ministre. |
| 18 au 25 février | Fidji                           | Législatives                   | Élections anticipées, à la suite du rejet du budget par le Parlement. Depuis le coup d'État militaire de 1987, le système électoral et politique est biaisé pour garantir la suprématie politique de la population autochtone. | Parlement sans majorité. Le Soqosoqo ni Vakavulewa ni Taukei (droite nationaliste autochtone) conserve sa majorité relative des sièges. Sitiveni Rabuka (SVT) demeure premier ministre, avec l'appui du Parti des électeurs généraux (qui représente notamment les intérêts des citoyens d'origine européenne et chinoise) et de deux députés sans étiquette. |
| 27 février       | Moldavie                        | Législatives                   | Premières élections après l'indépendance du pays en 1991. | Le Parti agrarien remporte une majorité absolue des sièges. Andrei Sangheli demeure premier ministre. |

### Mars
| Date    | Pays               | Élections                      | Contexte | Résultats |
| ------- | ------------------ | ------------------------------ | --- | --- |
| 6 mars  | Moldavie           | Référendum                     | Il est demandé aux citoyens d'approuver le maintien de l'indépendance du pays - plutôt que, implicitement, son union avec la Roumanie. Il leur est également demandé d'approuver les frontières de l'État moldave (incluant donc implicitement la Transnistrie), et le statut de la Moldavie en tant qu'État neutre.              | La proposition est approuvée par 97,9 % des votants. |
| 7 mars  | Kazakhstan         | Législatives                   | Premières élections législatives après l'indépendance du pays en 1991. | L'Union populaire de l'unité du Kazakhstan et les autres partis ou indépendants favorables au gouvernement obtiennent ensemble une majorité absolue des sièges. Sergueï Terechtchenko demeure premier ministre. |
| 8 mars  | Antigua-et-Barbuda | Législatives                   | | Le Parti travailliste (centre-gauche) conserve sa majorité absolue des sièges. Lester Bird succède à son père Vere Bird comme premier ministre. Ces élections sont entachées de nombreuses irrégularités, avec l'inscription sur les listes électorales de personnes décédées ou non-citoyennes. |
| 13 mars | Colombie           | Législatives                   | | Le Parti libéral conserve une majorité absolue des sièges. Une élection présidentielle a lieu en mai. |
| 20 mars | Salvador           | Législatives et présidentielle | 1er tour de la présidentielle ; tour unique des législatives. La guerre civile (1979-1992) s'est achevée avec les accords de paix de Chapultepec. Le gouvernement d'extrême-droite, qui s'était maintenu au pouvoir par la violence, la torture et l'usage d'escadrons de la mort, se mue en gouvernement de droite néo-libérale. | Parlement sans majorité. L'Alliance républicaine nationaliste (droite néo-libérale et populiste) conserve une majorité relative des sièges. |
| 20 mars | Tunisie            | Législatives et présidentielle | La Tunisie à cette date n'est pas une démocratie. Seuls les partis autorisés par le gouvernement peuvent se présenter aux élections. Les médias et les libertés publiques sont strictement régulés. | Le Rassemblement constitutionnel démocratique (nationaliste, centre-gauche, autoritaire), au pouvoir depuis 1956, conserve une très large majorité des sièges à la Chambre des députés. Pour la première fois, d'autres partis obtiennent néanmoins des sièges. Mais Zine el-Abidine Ben Ali est à nouveau le seul candidat à la présidentielle ; il est donc mécaniquement réélu avec 100 % des voix. |
| 24 mars | Îles Cook          | Législatives                   | | Le Parti des îles Cook (centre-gauche) conserve sa majorité absolue des sièges. Geoffrey Henry demeure premier ministre. |
| 24 mars | Îles Cook          | Référendums                    | Les citoyens sont appelés à choisir la durée des législatures : trois, quatre ou cinq ans. Il leur est également demandé de décider si le pays doit conserver son nom, son hymne national et son drapeau actuels. | Une majorité relative des citoyens (41,8 %) opte pour des législatures de cinq ans. Les électeurs décident de conserver le nom du pays (69,8 %), ainsi que son hymne (80,2 %), mais demandent que le drapeau soit changé (51,5 %). Néanmoins, le résultat ayant été serré et le référendum n'ayant de valeur que consultative, le drapeau est finalement conservé.                                     |
| 27 mars | Italie             | Parlementaires                 | | Alternance. Le Pôle des libertés, alliance de partis de droite, remporte une majorité absolue des sièges à la Chambre des députés, et une majorité relative au Sénat. Silvio Berlusconi devient président du Conseil (premier ministre). Le Parti populaire (centriste), au pouvoir, connaît un résultat désastreux.                                                                                   |
| 27 mars | Ukraine            | Législatives                   | 1er tour. | Alternance. |

### Avril
| Date          | Pays           | Élections      | Contexte | Résultats |
| ------------- | -------------- | -------------- | --- | --- |
| 2 au 10 avril | Ukraine        | Législatives   | 2d tour. Premières élections législatives après l'indépendance du pays en 1991. | Parlement sans majorité. Dans un Parlement très divisé, le Parti communiste arrive nettement en tête, mais ne dispose que d'une majorité relative des sièges. Une élection présidentielle a lieu en juin et juillet. |
| 24 avril      | Salvador       | Présidentielle | 2d tour. | Armando Calderón Sol (Alliance républicaine nationaliste : droite néo-libérale et populiste) est élu avec 68,3 % des voix face à Rubén Zamora (FMLN, marxiste). Il succède à Alfredo Cristiani (ARENA). |
| 27 avril      | Afrique du Sud | Législatives   | Premières élections démocratiques de l'histoire du pays. Elles font suite à la fin de l'apartheid, qui réservait le pouvoir politique à la minorité blanche. Le 27 avril est, depuis, commémoré comme « jour de la Liberté ». | Alternance. Le Congrès national africain (gauche, principal mouvement de la lutte contre l'apartheid), allié au Parti communiste et au Congrès des syndicats sud-africains, remporte une majorité absolue des sièges. L'Assemblée nationale élit Nelson Mandela à la présidence de la République. Il forme un gouvernement d'union nationale qui inclut le Parti national (droite, nationalisme afrikaner, ancien parti au pouvoir, ayant renoncé à l'apartheid) et le Parti Inkatha de la liberté (conservateur, représentant les intérêts de la communauté zulu). |

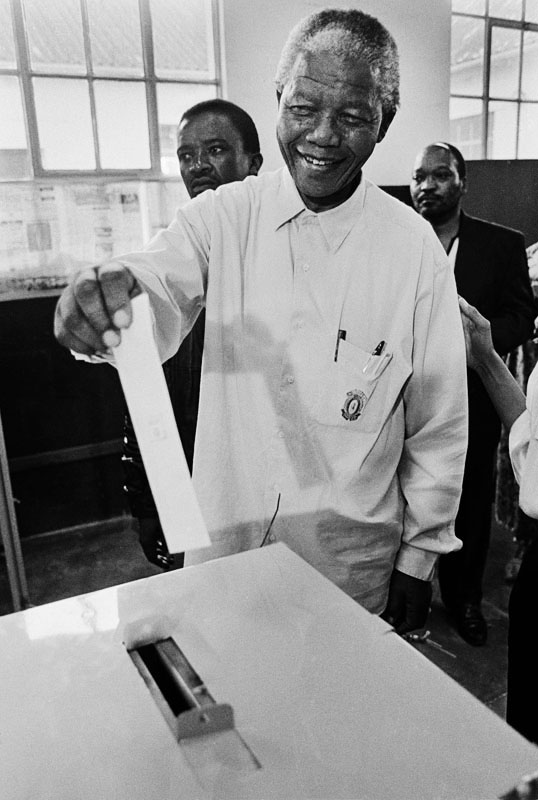
Nelson Mandela votant pour la première fois de sa vie, lors des premières élections libres en Afrique du Sud.

### Mai
| Date        | Pays                   | Élections                      | Contexte                                                                       | Résultats |
| ----------- | ---------------------- | ------------------------------ | ------------------------------------------------------------------------------ | --- |
| 3 mai       | Pays-Bas               | Législatives                   |                                                                                | Parlement sans majorité. Alternance. Dans un Parlement très divisé, le Parti travailliste (centre-gauche) parvient à forger un gouvernement de coalition avec le Parti populaire libéral et démocrate (libéral-conservateur) et les Démocrates 66 (social-libéraux). Wim Kok (travailliste) devient premier ministre. |
| 8 mai       | Panama                 | Législatives et présidentielle |                                                                                | Alternance. Parlement sans majorité. Le Parti révolutionnaire démocratique (social-démocrate) obtient une majorité relative des sièges. Son candidat Ernesto Pérez-Balladares est élu président de la République avec 33,3 % des voix. |
| 16 mai      | République dominicaine | Législatives et présidentielle |                                                                                | Parlement sans majorité. Le Parti révolutionnaire dominicain (libéral-conservateur) et ses alliés obtiennent une majorité relative des sièges, devançant la coalition au pouvoir. Mais le candidat du PRD à la présidentielle, José Francisco Peña Gómez, est battu par le président sortant Joaquín Balaguer (Parti réformiste social chrétien : nationaliste, libéral-conservateur). Ce dernier obtient 43,3 % des voix.                             |
| 17 mai      | Malawi                 | Législatives et présidentielle | Premières élections multipartites depuis avant l'indépendance du pays en 1964. | Alternance. Parlement sans majorité. Le Front uni démocratique (centre-droit, libéral) manque de peu d'obtenir une majorité absolue des sièges. Son candidat, Bakili Muluzi, est élu président de la République avec 47,2 % des voix, devançant le président sortant Hastings Banda (Parti du congrès malawite, conservateur, ancien parti unique). Le nouveau président forme un gouvernement de coalition avec d'autres anciens partis d'opposition. |
| 29 mai      | Colombie               | Présidentielle                 | 1er tour.                                                                      | - |
| 8 et 29 mai | Hongrie                | Législatives                   |                                                                                | Alternance. Le Parti socialiste (ex-parti unique) reporte une majorité absolue des sièges. Le Forum démocrate hongrois (national-conservateur, populiste), au pouvoir, perd les trois quarts de ses sièges et termine à la troisième place. Gyula Horn devient premier ministre. |

### Juin
| Date         | Pays             | Élections      | Contexte | Résultats |
| ------------ | ---------------- | -------------- | --- | --- |
| 1er juin     | Équateur         | Législatives   | | Parlement sans majorité. Le Parti social-chrétien (centre-droit) conserve une majorité relative des sièges. |
| 5 juin       | Éthiopie         | Législatives   | Élection d'une assemblée constituante. Premières élections multipartites ; elles font suite à la chute du président Mengistu et à la fin de la guerre civile en 1991. | Le Front démocratique révolutionnaire des peuples éthiopiens (gauche, au pouvoir après avoir combattu le régime de Mengistu) et ses alliés remportent une large majorité des sièges. L'assemblée adopte une constitution qui pose les fondements d'un État démocratique. |
| 9 au 12 juin | Union européenne | Législatives   | Élection du Parlement européen. | Parlement sans majorité. Le Parti socialiste européen, dirigé par la Britannique Pauline Green, conserve une majorité relative des sièges. |
| 12 juin      | Luxembourg       | Législatives   | | Parlement sans majorité. Le Parti populaire chrétien-social (centre-droit) conserve une majorité relative des sièges. Jacques Santer demeure premier ministre. |
| 12 juin      | Autriche         | Référendum     | Référendum sur l'adhésion ou non à l'Union européenne. | Les Autrichiens votent « oui » à 66,6 %. |
| 19 juin      | Colombie         | Présidentielle | 2d tour. | Ernesto Samper (Parti libéral) est élu avec 51,1 % des voix, face à Andrés Pastrana Arango (Parti conservateur). Il succède à César Gaviria (libéral). |
| 23 juin      | Biélorussie      | Présidentielle | 1er tour. | - |
| 26 juin      | Ukraine          | Présidentielle | 1er tour. | - |

### Juillet
| Date             | Pays          | Élections                      | Contexte | Résultats |
| ---------------- | ------------- | ------------------------------ | --- | --- |
| 3 juillet        | Guinée-Bissau | Législatives et présidentielle | 1er tour de la présidentielle ; tour unique des législatives. Premières élections multipartites depuis l'indépendance du pays en 1974, et première élection présidentielle au suffrage universel direct. | Le Parti africain pour l'indépendance (socialiste, ancien parti unique) conserve une majorité absolue des sièges à l'Assemblée nationale.  |
| 10 juillet       | Biélorussie   | Présidentielle                 | 2d tour. Première élection nationale après l'indépendance du pays en 1991. | Alexandre Loukachenko (sans étiquette) est élu avec 80,6 % des voix face à Viatcheslav Kébitch (sans étiquette, premier ministre sortant). |
| 10 juillet       | Ukraine       | Présidentielle                 | 2d tour. | Alternance. Leonid Koutchma (sans étiquette) est élu avec 52,2 % des voix, face au président sortant Leonid Kravtchouk (sans étiquette).   |
| 24 et 31 juillet | Kiribati      | Législatives                   | | Parlement sans majorité. La plupart des élus sont sans étiquette. Une élection présidentielle a lieu en septembre.                         |

### Août
| Date          | Pays          | Élections                      | Contexte | Résultats |
| ------------- | ------------- | ------------------------------ | --- | --- |
| 7 août        | Guinée-Bissau | Présidentielle                 | 2d tour. | João Bernardo Vieira (Parti africain pour l'indépendance : socialiste, ancien parti unique) est réélu avec 52 % des voix, face à Kumba Ialá (Parti pour le renouveau social, social-démocrate). |
| 14 août       | Guatemala     | Législatives                   | Ces élections font suite à une crise constitutionnelle, avec la tentative avortée du président Jorge Serrano Elías de s'arroger les pleins pouvoirs en 1993. | Parlement sans majorité. Le Front républicain guatémaltèque (droite populiste) obtient une majorité relative des sièges. |
| 16 août       | Sri Lanka     | Législatives                   | Les élections se déroulent alors que se poursuit la guerre civile. | Alternance. Parlement sans majorité. L'Alliance populaire, qui regroupe des partis d'opposition allant du centre-gauche aux communistes, remporte une majorité relative des sièges, et parvient à former un gouvernement. Chandrika Kumaratunga devient première ministre. Le Parti national uni (conservateur), qui s'était maintenu au pouvoir pendant dix-sept ans en contrôlant les médias, annulant des élections et déployant des escadrons de la mort contre des insurrections tamoules et communistes, est battu. Une élection présidentielle a lieu en novembre.                                                                                 |
| 21 août       | Mexique       | Législatives et présidentielle | | Le Parti révolutionnaire institutionnel (centriste, corporatiste) conserve sa majorité absolue des sièges au Congrès. Son candidat Ernesto Zedillo est élu président de la République avec 48,7 % des voix. |
| 24 et 25 août | Syrie         | Législatives                   | La Syrie à cette date n'est pas une démocratie. Seuls les partis alliés au gouvernement sont autorisés à se présenter. | Le Parti Baas (parti nommément socialiste et panarabiste mais dédié simplement au maintien au pouvoir du président Hafez el-Assad) conserve une majorité absolue des sièges, les autres revenant à ses alliés. |
| 27 août       | Lituanie      | Référendum                     | Le référendum est introduit par le gouvernement de gauche élu en 1992. Les citoyens sont invités à se prononcer pour ou contre une annulation des accords de privatisation opaques conclus par le gouvernement précédent, ainsi que pour ou contre le versement d'une compensation aux personnes affectées par le fort taux d'inflation qui frappe le pays. | Les propositions sont approuvées par 89 % des votants. Néanmoins le taux de participation n'est que de 36,9 %, insuffisant pour que le résultat puisse être validé. |
| 28 août       | Équateur      | Référendums                    | Sept propositions sont soumises aux citoyens. | Les Équatoriens décident que les candidats sans étiquette doivent pouvoir se présenter aux élections (65 %) ; que l'Assemblée nationale ne doit pas avoir le contrôle des finances de l'État (83,4 %) ; que le budget doit être alloué par ministère et non pas par région (54 %) ; qu'il ne doit pas y avoir de limite au nombre de mandats successifs qu'un élu peut accomplir (52,8 %) ; que l'Assemblée nationale doit être élue par un scrutin à un seul tour (55,7 %) ; que la double nationalité doit être autorisée (72,8 %) ; et que toute réforme constitutionnelle doit être approuvée par l'Assemblée nationale dans les cent jours (59,1 %). |

### Septembre
| Date         | Pays     | Élections      | Contexte | Résultats |
| ------------ | -------- | -------------- | -------- | --- |
| 6 septembre  | Barbade  | Législatives   |          | Alternance. Le Parti travailliste de la Barbade (centre-gauche) remporte une majorité absolue des sièges, devançant le Parti travailliste démocrate (centre-gauche). Owen Arthur devient premier ministre.                                 |
| 18 septembre | Suède    | Législatives   |          | Parlement sans majorité. Alternance. Le Parti social-démocrate des travailleurs accroît sa majorité relative des sièges, et parvient cette fois à former un gouvernement. Ingvar Carlsson devient premier ministre.                        |
| 21 septembre | Danemark | Législatives   |          | Parlement sans majorité. L'alliance des Sociaux-démocrates, du Parti social-libéral (centriste) et des Démocrates du centre conserve une majorité relative des sièges. Poul Nyrup Rasmussen (Sociaux-Démocrates) demeure premier ministre. |
| 30 septembre | Kiribati | Présidentielle |          | Teburoro Tito (Parti chrétien-démocrate) est élu avec 51,1 % des voix, devant trois autres candidats. |

### Octobre
| Date                        | Pays                 | Élections                      | Contexte | Résultats |
| --------------------------- | -------------------- | ------------------------------ | --- | --- |
| 30 septembre et 1er octobre | Slovaquie            | Législatives                   | Premières élections après l'indépendance du pays en 1993. | Parlement sans majorité. L'alliance du Mouvement pour une Slovaquie démocratique (national-conservateur) et du Parti paysan conserve une majorité relative des sièges. Ils forment un gouvernement de coalition avec l'Union des travailleurs (centre-gauche, agrarien) et le Parti national (droite populiste et nationaliste). Vladimír Mečiar devient premier ministre. |
| 2 octobre                   | Sao Tomé-et-Principe | Législatives                   | Élections anticipées, en raison de profonds désaccords entre d'un côté le président, de l'autre le premier ministre et la majorité parlementaire.                                                                       | Alternance. Parlement sans majorité. Le Mouvement pour la libération de Sao Tomé-et-Principe – Parti social-démocrate (gauche, opposition) manque de peu d'obtenir une majorité absolue des sièges. Le parti Action démocratique indépendante (centriste), parti du président Miguel Trovoada, termine deuxième. Le Parti de convergence démocratique - Groupe de réflexion, majoritaire au parlement sortant, perd plus de la moitié de ses sièges. Carlos da Graça (MLSTP-PSD) est nommé premier ministre. |
| 3 octobre                   | Brésil               | Législatives et présidentielle | | Alternance. Parlement sans majorité. Le Parti du mouvement démocratique (centriste, populiste, social-libéral) conserve sa majorité relative des sièges. Mais il perd la présidence de la République : Fernando Henrique Cardoso (Parti de la social-démocratie) est élu avec 54,3 % des voix. |
| 9 octobre                   | Autriche             | Législatives                   | | Parlement sans majorité. Le Parti social-démocrate (SPÖ) conserve sa majorité relative des sièges, et son gouvernement de coalition avec le Parti populaire (conservateur, ÖVP). Franz Vranitzky (SPÖ) demeure chancelier. |
| 14 octobre                  | Saba                 | Référendum                     | Référendum sur le statut de ce territoire, qui à cette date fait partie des Antilles néerlandaises. Les citoyens sont invités à choisir entre le statu quo, l'intégration aux Pays-Bas, ou l'indépendance.              | Les électeurs optent à 86,3 % pour le statu quo. |
| 14 octobre                  | Saint-Eustache       | Référendum                     | Référendum sur le statut de ce territoire, qui à cette date fait partie des Antilles néerlandaises. Les citoyens sont invités à choisir entre le statu quo, l'autonomie, l'intégration aux Pays-Bas, ou l'indépendance. | Les électeurs optent à 90,7 % pour le statu quo. |
| 14 octobre                  | Saint-Martin         | Référendum                     | Référendum sur le statut de ce territoire, qui à cette date fait partie des Antilles néerlandaises. Les citoyens sont invités à choisir entre le statu quo, l'autonomie, l'intégration aux Pays-Bas, ou l'indépendance. | Les électeurs optent à 59,6 % pour le statu quo. |
| 15 octobre                  | Botswana             | Législatives                   | | Le Parti démocratique (conservateur) conserve une majorité absolue des sièges, malgré une percée du Front national (social-démocrate). L'Assemblée nationale renouvelle sa confiance dans le président de la République, Ketumile Masire. |
| 16 octobre                  | Allemagne            | Législatives                   | | Parlement sans majorité. L'alliance CDU/CSU (droite) conserve sa majorité relative des sièges. Helmut Kohl demeure chancelier. |
| 16 octobre                  | Finlande             | Référendum                     | Référendum sur l'adhésion ou non à l'Union européenne. | Les Finlandais votent « oui » à 56,9 %. |
| 16 octobre                  | Macédoine            | Législatives et présidentielle | Premières élections après l'indépendance du pays en 1993. | La coalition « Alliance pour la Macédoine » (Union social-démocrate, Parti libéral et Parti socialiste remporte une majorité absolue des sièges. Son candidat Kiro Gligorov est élu président avec 78,4 % des voix face à Ljubisha Georgievski (VMRO-DPMNE, national-conservateur). |
| 21 octobre                  | Bonaire              | Référendum                     | Référendum sur le statut de ce territoire, qui à cette date fait partie des Antilles néerlandaises. Les citoyens sont invités à choisir entre le statu quo, l'intégration aux Pays-Bas, ou l'indépendance.              | Les électeurs optent à 89,7 % pour le statu quo. |
| 22 octobre                  | Kirghizistan         | Référendum                     | Deux questions sont posées aux citoyens : Les futurs amendements constitutionnels doivent-ils être décidés par référendum ? Et les citoyens approuvent-ils l'introduction d'un corps législatif bicaméral ?             | Les propositions sont approuvées par respectivement 88,9 et 88,1 % des votants. |
| 22 octobre                  | Slovaquie            | Référendum                     | La question est de savoir si les documents relatifs aux récentes privatisations massives et opaques d'entreprises et de biens publics doivent être rendues publiques.                                                   | Les Slovaques votent « oui » pour la révélation de ces documents, à 95,9 %. Le résultat du référendum est toutefois rejeté par les autorités, en raison du taux de participation trop faible (20 %). |
| 27 au 29 octobre            | Mozambique           | Législatives et présidentielle | Premières élections multipartites de l'histoire du pays. | Le Front de libération du Mozambique (socialiste, ancien parti unique) conserve de peu une majorité absolue des sièges à l'Assemblée. Son candidat, Joaquim Chissano, est réélu président de la République avec 53,3 % des voix. |

### Novembre
| Date              | Pays       | Élections                      | Contexte | Résultats |
| ----------------- | ---------- | ------------------------------ | --- | --- |
| 7 novembre        | Albanie    | Référendum                     | Les citoyens sont appelés à approuver ou rejeter une proposition de réforme constitutionnel qui accorderait davantage de pouvoirs au président de la République.                                                                                 | La proposition est rejetée par 56,4 % des votants. |
| 8 novembre        | États-Unis | Législatives                   | | Alternance. Le Parti républicain (droite) remporte la majorité absolue aux deux chambres du Congrès. |
| 9 novembre        | Sri Lanka  | Présidentielle                 | Le candidat du Parti national uni, (conservateur), Gamini Dissanayake est assassiné par les Tigres tamouls pendant la campagne électorale. Sa femme Srima Dissanayake se présentera à sa place.                                                  | Alternance. Chandrika Kumaratunga (Alliance populaire, gauche), devenue première ministre au mois d'août, est élue présidente de la République avec 62,3 % des voix face à Srima Dissanayake (Parti national uni, conservateur).                                                                   |
| 13 novembre       | Suède      | Référendum                     | Référendum sur l'adhésion ou non à l'Union européenne. | Les Suédois votent « oui » à 52,3 %. |
| 15 novembre       | Népal      | Législatives                   | Élections anticipées : dans un contexte de crise économique et d'accusations de corruption à l'encontre du gouvernement, le premier ministre Girija Prasad Koirala (parti du Congrès népalais, centre-gauche) a perdu la confiance du Parlement. | Alternance. Parlement sans majorité. Le Parti communiste remporte une majorité relative des sièges. Le roi Birendra nomme Man Mohan Adhikari (Parti communiste) premier ministre à la tête d'un gouvernement minoritaire. Le nouveau gouvernement lance une importante politique de développement. |
| 20 novembre       | Îles Åland | Référendum                     | Åland est un État associé à la Finlande. Cette dernière ayant voté pour adhérer à l'Union européenne, les citoyens ålandais votent séparément pour décider d'intégrer ou non l'Union.                                                            | L'adhésion à l'Union européenne est approuvée par 73,6 % des votants. |
| 27 novembre       | Uruguay    | Législatives et présidentielle | | Alternance. Parlement sans majorité. Le Parti Colorado (hétéroclite) conserve sa majorité relative des sièges. Son candidat Julio María Sanguinetti est élu président avec 32,3 % des voix. Il succède à Luis Alberto Lacalle (Parti national, conservateur).                                      |
| 27 novembre       | Uruguay    | Référendums                    | Les citoyens participent à deux référendums d'initiative populaire. La première proposition vise à empêcher le gouvernement de réduire les pensions de retraite. La seconde vise à pérenniser le budget consacré à l'éducation.                  | La première proposition est approuvée par 72,3 % des votants ; la seconde est rejetée par 67,4 %. |
| 27 et 28 novembre | Norvège    | Référendum                     | Référendum sur l'adhésion ou non à l'Union européenne. | Les Norvégiens votent « non » à 52,2 %. |

### Décembre
| Date            | Pays                      | Élections                      | Contexte | Résultats |
| --------------- | ------------------------- | ------------------------------ | --- | --- |
| 2 décembre      | Maldives                  | Législatives                   | Les Maldives à cette date ne sont pas une démocratie. Le président Maumoon Abdul Gayoom gouverne en autocrate depuis 1978. Il n'existe pas de partis politiques. | En l'absence de partis, tous les députés sont élus sans étiquette. |
| 4 et 5 décembre | Namibie                   | Législatives et présidentielle | Premières élections après l'indépendance du pays en 1990. (Des élections législatives avaient eu lieu en 1989.) | Le SWAPO (gauche, mouvement de la lutte pour l'indépendance) conserve une majorité absolue des sièges. Son candidat Sam Nujoma est élu président de la République avec 76,3 % des voix, face à Mishake Muyongo (Alliance démocratique de la Turnhalle, conservateur). |
| 11 décembre     | Turkménistan              | Législatives                   | Premières élections depuis l'indépendance du pays en 1991. Le Turkménistan est un État à parti unique. Dans toutes les circonscriptions sauf une, les autorités présentent un unique candidat, qui est donc élu automatiquement. Dans la dernière, les électeurs ont le choix entre deux candidats, l'un membre du parti unique et l'autre sans étiquette. | Le Parti démocratique (nationaliste), seul parti autorisé, remporte tous les sièges. Les autorités affichent un taux de participation de 99,8 %. |
| 18 décembre     | Bulgarie                  | Législatives                   | | Alternance. La Coalition pour la Bulgarie (alliance de partis de gauche menée par le Parti socialiste, ancien parti unique) remporte une majorité absolue des sièges. Jan Videnov (PS) devient premier ministre.                                                      |
| 25 décembre     | Ouzbékistan               | Législatives                   | 1er tour. Le 2d tour a lieu en janvier 1995. | - |
| 28 décembre     | République centrafricaine | Référendum                     | Les citoyens sont invités à approuver ou rejeter une proposition de Constitution, qui ferait du pays une république à régime présidentiel. | La proposition est approuvée par 82,7 % des votants. |